# Anthony Gill
Anthony Remeral Gill (Carolina do Norte, 17 de outubro de 1992) é um jogador norte-americano de basquete profissional que atualmente joga no Washington Wizards da National Basketball Association (NBA).
Gill jogou basquete universitário na Universidade da Carolina do Sul e na Universidade da Virgínia. Ele jogou profissionalmente pelo Yeşilgiresun Belediye da Liga Turca e pelo Khimki da VTB United League.

## Carreira universitária

### Recrutamento
| Nome | Cidade Natal                                  | Escola                     | Altura             | Peso           | Data                  |
| --- | --------------------------------------------- | -------------------------- | ------------------ | -------------- | --------------------- |
| Anthony Gill PF | Charlotte, North Carolina                     | Charlotte Christian School | 6 ft 8 in (2.03 m) | 212 lb (96 kg) | 27 de Outubro de 2009 |
| Anthony Gill PF | Recrutamento: Scout: Rivals: 247sports: ESPN: |                            |                    |                |                       |
| - Nota: Em muitos casos, Scout, Rivals, 247Sports e ESPN podem entrar em conflito em suas listas de altura e peso, nestes casos, a média foi obtida. - Fonte: |                                               |                            |                    |                |                       |

### Carolina do Sul

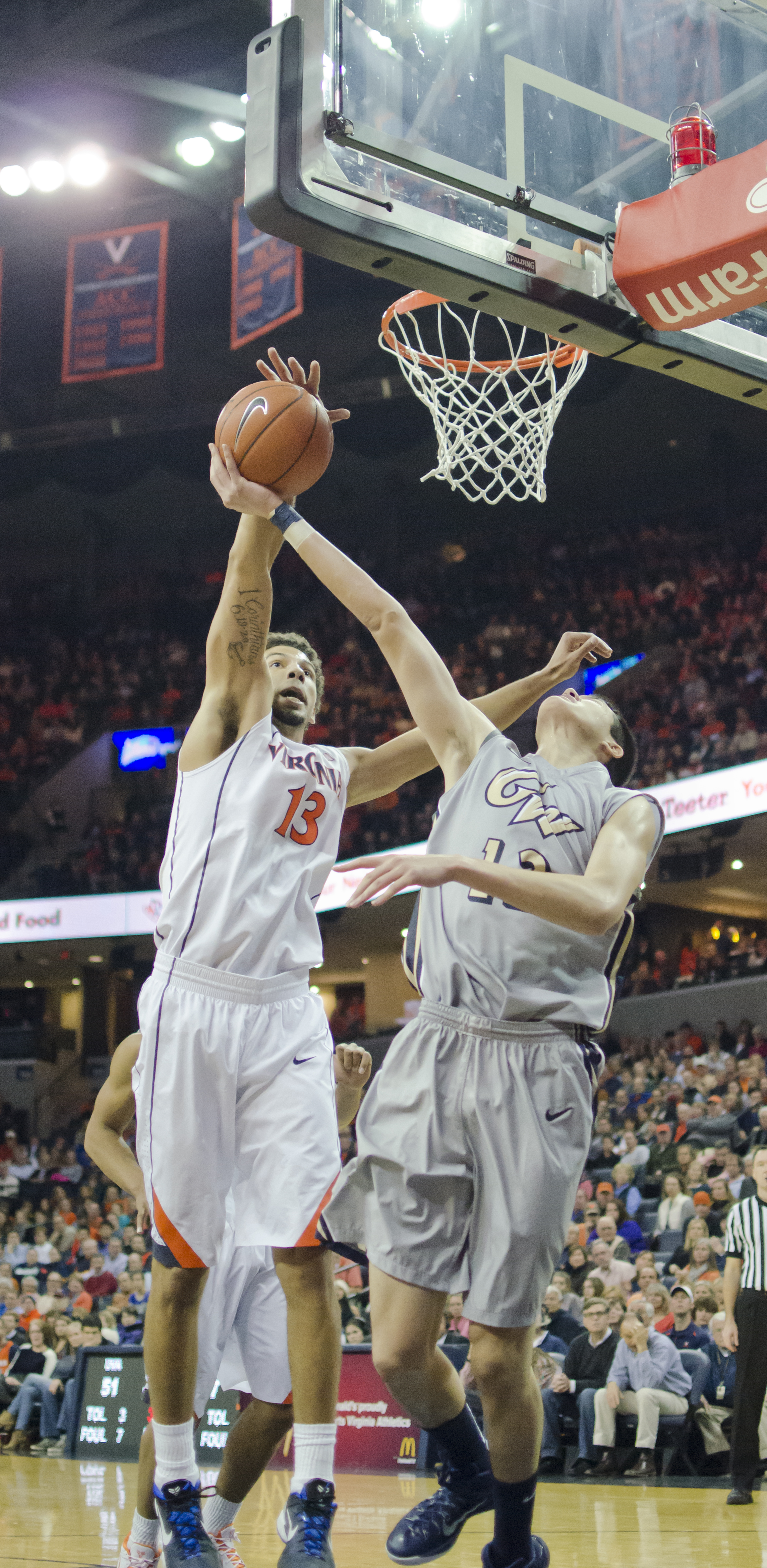
Gill fazendo um bloqueio em novembro de 2014

Gill jogou em todos os 31 jogos da Universidade da Carolina do Sul e foi titular em 26 deles. Após a demissão do técnico Darrin Horn, Gill recebeu permissão para se transferir da Carolina do Sul.

### Virgínia
Gill recebeu interesse de Ohio State e da Carolina do Norte, mas acabou optando por se transferir para a Universidade da Virgínia.
Depois de ficar de fora de sua primeira temporada, Gill desempenhou um papel importante como reserva durante uma temporada em que o time ganhou a temporada regular da ACC e títulos de torneios. Ele machucou o tornozelo durante a derrota da Virgínia para Michigan State no Sweet Sixteen do Torneio da NCAA de 2014. Durante sua terceira temporada, Gill liderou os Cavaliers nos rebotes com 6,5 rebotes e ficou em terceiro lugar na pontuação com 11,6 pontos. Após a temporada, ele foi nomeado para a Terceira-Equipe da ACC e foi votado pelos treinadores para a Equipe Defensiva da ACC.

## Carreira profissional

### Yeşilgiresun Belediye (2016–2017)
Depois de não ter sido selecionado no draft da NBA de 2016, Gill assinou com o Riesen Ludwigsburg da Alemanha. No entanto, ele deixou a equipe antes do início da temporada, após ser reprovado em um exame médico em 23 de agosto de 2016. Gill então assinou com o Yeşilgiresun Belediye da Liga Turca.

### Khimki (2017–2020)
Em 24 de junho de 2017, Gill assinou um contrato para jogar pelo Charlotte Hornets durante a Summer League de 2017. Mais tarde, ele assinou com Khimki do VTB United League. Em 3 de agosto de 2020, Gill se separou da equipe.

### Washington Wizards (2020–Presente)
Em novembro de 2020, Gill assinou um contrato de dois anos e US$2.4 milhões com o Washington Wizards e foi oficializado em 1 de dezembro de 2020. Em 1º de julho de 2022, Gill assinou outro contrato de dois anos e US$3.8 milhões com os Wizards. Em 25 de julho de 2024, Gill renovou com Washington em um contrato de 2 anos e US$4.7 milhões.

## Estatísticas da carreira

### NBA

#### Temporada regular
| Ano      | Equipe     | PJ  | PT | MPJ  | AP   | 3P   | LL   | RT  | AS | BR | TO | PPJ |
| -------- | ---------- | --- | -- | ---- | ---- | ---- | ---- | --- | -- | -- | -- | --- |
| 2020–21  | Washington | 26  | 4  | 8.4  | .500 | .292 | .813 | 2.0 | .4 | .4 | .2 | 3.1 |
| 2021–22  | Washington | 44  | 0  | 10.5 | .569 | .538 | .808 | 1.9 | .6 | .1 | .3 | 4.1 |
| 2022–23  | Washington | 59  | 8  | 10.6 | .538 | .138 | .731 | 1.7 | .6 | .1 | .2 | 3.3 |
| 2023–24  | Washington | 50  | 3  | 9.3  | .469 | .244 | .806 | 1.9 | .7 | .3 | .2 | 3.8 |
| Carreira | Carreira   | 179 | 15 | 9.7  | .519 | .303 | .789 | 1.8 | .5 | .2 | .2 | 3.5 |

#### Play-In
| Ano  | Equipe     | PJ | PT | MPJ | AP    | 3P    | LL | RT | AS | BR | TO | PPJ |
| ---- | ---------- | -- | -- | --- | ----- | ----- | -- | -- | -- | -- | -- | --- |
| 2021 | Washington | 2  | 0  | 4.2 | 1.000 | 1.000 | –  | .5 | .5 | .0 | .0 | 6.0 |

#### Playoffs
| Ano  | Equipe     | PJ | PT | MPJ | AP   | 3P   | LL | RT  | AS | BR | TO | PPJ |
| ---- | ---------- | -- | -- | --- | ---- | ---- | -- | --- | -- | -- | -- | --- |
| 2021 | Washington | 4  | 0  | 8.3 | .000 | .000 | –  | 1.0 | .0 | .0 | .0 | .0  |

### EuroLeague
| Ano      | Equipe   | PJ | PT | MPJ  | AP   | 3P   | LL   | RT  | AS  | BR | TO | PPJ  |
| -------- | -------- | -- | -- | ---- | ---- | ---- | ---- | --- | --- | -- | -- | ---- |
| 2017–18  | Khimki   | 32 | 31 | 25.9 | .588 | .478 | .743 | 4.5 | 1.0 | .5 | .6 | 11.8 |
| 2018–19  | Khimki   | 13 | 11 | 26.6 | .546 | .222 | .767 | 3.5 | 1.6 | .8 | .6 | 11.5 |
| Carreira | Carreira | 45 | 42 | 26.2 | .567 | .350 | .755 | 4.0 | 1.3 | .6 | .6 | 11.6 |

### Universitário
| Ano      | Equipe         | PJ  | PT | MPJ  | AP   | 3P    | LL   | RT  | AS  | BR | TO | PPJ  |
| -------- | -------------- | --- | -- | ---- | ---- | ----- | ---- | --- | --- | -- | -- | ---- |
| 2011–12  | South Carolina | 31  | 26 | 25.3 | .453 | .393  | .646 | 4.7 | 1.1 | .5 | .3 | 7.6  |
| 2013–14  | Virginia       | 34  | 6  | 19.8 | .587 | –     | .627 | 4.0 | .4  | .3 | .5 | 8.6  |
| 2014–15  | Virginia       | 34  | 30 | 25.3 | .582 | .000  | .677 | 6.5 | .9  | .9 | .5 | 11.6 |
| 2015–16  | Virginia       | 37  | 37 | 28.0 | .580 | 1.000 | .746 | 6.1 | .8  | .6 | .6 | 13.8 |
| Carreira | Carreira       | 136 | 99 | 24.6 | .550 | .464  | .674 | 5.3 | .8  | .5 | .4 | 10.3 |

## Vida pessoal
Filho de Sandi Summers e Anthony Gill, Anthony nasceu em 17 de outubro de 1992. Ele tem um irmão chamado Daxton e duas irmãs chamadas Nichole e Kaytlyn. Gill nasceu com danos nos nervos, resultando na paralisia temporária do lado direito de seu rosto.
Fora da quadra, Gill tem a reputação de ser brincalhão. Ele costuma inventar histórias durante as entrevistas, como ter um gato siamês de duas cabeças e ser mágico nas horas vagas. Anthony se casou com sua namorada do ensino médio, Jenna Jamil, em 8 de abril de 2016. Os companheiros de equipe Malcolm Brogdon, Devon Hall, London Perrantes e Darius Thompson foram padrinhos. Gill formou-se em antropologia.